# クラニオセイクラル・セラピー
クレニオセイクラル・セラピー（Craniosacral therapy、CST、頭蓋仙骨療法）は、米国のオステオパシー医師でミシガン州立大学生体力学教授だったジョン・E・アプレジャー博士により開発された手技療法である。本部はアメリカ・フロリダ州ウエストパームビーチにあるアプレジャーインスティチュートで、世界１３５カ国（２０１９年現在）に普及している。

## 概要
頭蓋骨の施術については、オステオパシーの創始者であるDr．アンドリュー・テイラー・スティルの直弟子だったウイリアム・ガナー・サザーランドによって開発された。
これは頭蓋領域のオステオパシーの始まりである。
但し、当初は頭蓋骨が何故動くのかについて意見の相違が多かった。
アメリカのオステオパシードクターでミシガン州立大学生体力学部教授であった、
ジョン・E・アプレジャー博士は研究の末、頭蓋骨を動かしているのは頭蓋骨（クレニオ）と仙骨（セイクラル）を結ぶ硬膜つまりクレニオセイクラルシステムでありその結果、脳脊髄液が全身に循環する事を発見した。
そしてアプレジャー博士はその「硬膜の緊張」を緩める方法を
クレニオセイクラルセラピー（CST頭蓋仙骨療法）と名付けた。
アプレジャー博士のクレニオセイクラルセラピーの最大の特徴は
SER（体性感情解放）
にあると言われている。
クレニオセイクラルセラピーの団体はアメリカのフロリダ州パームビーチにあるアプレジャーインスティチュートが本部で世界135ヵ国に支部がある。ちなみに日本支部はアプレジャーインスチュートジャパンでアメリカ本部から認定を受けたインストラクターが教育活動を行なっている。
バイオダイナミクス、クレニオセイクラルバイオダイナミクスとは別の手技である。

## 歴史
頭蓋骨のオステオパシー領域の歴史は、1900年代初頭のDr．サザランド(1873‐1954) のある発見から始まる。
当時オステオパシーを学んでいたサザランドは、解体された頭蓋骨の縫合を観察して、側頭骨と魚のえらとの類似性に着目し、頭蓋骨と呼吸が関係しているのではないかという仮説を立てた。その後自分自身や家族への実験や調査を繰り返し、癒合して固まっている頭蓋骨には呼吸に似た僅かな動きがあること、頭蓋骨の呼吸の様な動きは体液と関連が有ることを仮説として打ちたて、それに基づいて臨床を重ねた。
その後、サザランドの弟子であるDr．ローリン ベッカー(1910‐1996) らによって更に研究が重ねられ、70～80年代にはDr．アプレジャーらのミシガン州立大学における研究によって実際に頭蓋骨が一定のリズムを持って動いていることが証明された。